# مسابقه تلویزیونی
مسابقه تلویزیونی (به انگلیسی: Game show) ژانری از سرگرمی تلویزیونی است که در آن شرکت کنندگان برای دریافت جوایز با هم رقابت می‌کنند. مسابقه‌ها معمولاً توسط یک مجری اداره می‌شود که قوانین بازی را توضیح می‌دهد و همچنین در صورت لزوم اظهار نظر می‌کند. تاریخچه مسابقه‌های تلویزیونی به اواخر دهه ۱۹۳۰ بازمی‌گردد که مسابقه‌های بازی‌های رادیویی و تلویزیونی هر دو پخش می‌شد. این ژانر در دهه ۱۹۵۰ در ایالات متحده محبوب شد و به یکی از ویژگی‌های ثابت روزانه تلویزیون تبدیل شد.
در بیشتر مسابقه‌ها، شرکت‌کنندگان به سوالات پاسخ می‌دهند یا معما حل می‌کنند و جوایزی مانند پول نقد، سفرها و کالاها و خدمات را برنده می‌شوند.